# Филипс (Небраска)
Филипс (енгл. Phillips) град је у америчкој савезној држави Небраска.

## Демографија
По попису из 2010. године број становника је 287, што је 49 (-14,6%) становника мање него 2000. године.
| Група             | 2000.       | 2010.       |
| Белци             | 328 (97,6%) | 278 (96,9%) |
| Афроамериканци    | 0 (0,0%)    | 0 (0,0%)    |
| Азијати           | 0 (0,0%)    | 0 (0,0%)    |
| Хиспаноамериканци | 7 (2,1%)    | 8 (2,8%)    |
| Укупно            | 336         | 287         |